# Whit Hertford
Whit Hertford est un acteur, scénariste et producteur de cinéma américain né le 2 novembre 1978 à Provo en Utah.

## Filmographie

### Acteur

#### Cinéma
- 1985 : Ratt: Lay It Down : Stephen jeune
- 1986 : Poltergeist 2 : le peuple de Kane
- 1987 : Le Sang du châtiment : Andrew Tippetts
- 1988 : Au fil de la vie : Tom
- 1989 : Freddy 5 : Jacob
- 1990 : Filofax : le fils de Yuppie
- 1991 : La Famille Addams : Little Tully
- 1992 : Mikey : Ben Owens
- 1993 : Jurassic Park : le jeune garçon bénévole sur le site de fouille
- 1994 : Une maison de fous : Lug Ditka
- 1995 : Le Petit Dinosaure : La Source miraculeuse : Hyp
- 1997 : La Souris : Vinny
- 2007 : The Pink Conspiracy : Nursey
- 2007 : Moving McAllister : le caissier du fast-food
- 2008 : Break : l'avocat
- 2008 : Dark Reel : le chef oignon
- 2009 : Elevated : Maxwell
- 2009 : 789 : le scientifique fou
- 2010 : Tall Justice : Spud
- 2010 : Long Story Short : Fisher
- 2010 : Gerald : le directeur des pompes funèbres
- 2011 : Happy Place : Banks
- 2011 : Hit List : Phil
- 2011 : Elliott : Graham
- 2011 : The Baby Duce : Chris et Jeremy Duce
- 2012 : Dreamworld : Oliver Hayes
- 2012 : Peter at the End : Harrison
- 2012 : Tomorrow : Miles
- 2013 : The Caper Kind/Swiss Mistake : Rascal Woods
- 2014 : The Perfect 46 : Jesse Darden
- 2014 : Wildlife : Possum Mutz
- 2014 : Midway : Otis Alabaster
- 2016 : Prettyface : Charlie
- 2018 : Clean Blood

#### Télévision
- 1986 : La Cinquième Dimension : un jeune garçon (1 épisode)
- 1986 : Sam suffit : Damien (1 épisode)
- 1988 : Cagney et Lacey : Bobby Gorvel (1 épisode)
- 1988 : Side by Side : le distributeur de journaux
- 1988 : Family Man : Josh Tobin (7 épisodes)
- 1989 : The Further Adventures of SuperTed : voix additionnelles (13 épisodes)
- 1989-1990 : La Fête à la maison : Walter (3 épisodes)
- 1989-1991 : La Maison en folie : Timmy et Alec (2 épisodes)
- 1990 : Les nouveaux monstres sont arrivés : Kid Grandpa (1 épisode)
- 1990 : Potsworth and Co. : Nick (13 épisodes)
- 1990-1991 : Super Baloo : Ernie (2 épisodes)
- 1990-1991 : Peter Pan et les Pirates : Michael Darling (16 épisodes)
- 1990-1992 : Tiny Toon Adventures : Duncan Duff et Fliorello (4 épisodes)
- 1991 : Myster Mask (1 épisode)
- 1991 : ProStars (13 épisodes)
- 1992 : La Légende de Prince Vaillant : Prince Henry (1 épisode)
- 1992-1994 : La Petite Sirène : Crabscout, Ollie et Rex (3 épisodes)
- 1993 : Guerres privées : le jeune garçon (1 épisode)
- 1993 : 2 Stupid Dogs : Buzz (3 épisodes)
- 1994 : Batman : Billy le jeune morse (1 épisode)
- 1994 : Aladdin : le jeune garçon (1 épisode)
- 1995 : The Ben Stiller Show : Kreepee Kid (1 épisode)
- 1995 : Des souris à la Maison-Blanche (1 épisode)
- 1996 : Minor Adjustments : Rocky Delmond (3 épisodes)
- 2009 : Chowder : plusieurs personnages (1 épisode)
- 2009 : Glee : Dakota Stanley (1 épisode)
- 2009 : How I Met Your Mother : le robot perdu dans l'espace (1 épisode)
- 2010 : The Tonight Show with Conan O'Brien : le passager (1 épisode)
- 2010-2013 : Star Wars: The Clone Wars : Korkie Kryze et autres personnages (2 épisodes)
- 2011 : Enquêteur malgré lui : Donald (1 épisode)
- 2011 : Ben and Burman : Sherman (2 épisodes)
- 2011-2012 : Mad : plusieurs personnages (2 épisodes)
- 2011-2013 : Raising Hope : Officier Ross (3 épisodes)

### Scénariste
- 2010 : Introducing Jackie Chiles: For the People
- 2010 : Long Story Short
- 2010 : Jackie Chiles Knows the Internet
- 2010 : Jackie Chiles Knows Barack Obama
- 2011 : Happy Place
- 2011 : Jackie Chiles Knows Tiger Woods
- 2011 : Elliott
- 2012 : Dreamworld
- 2012 : Peter at the End
- 2012 : Tomorrow
- 2013 : The Caper Kind/Swiss Mistake
- 2014 : Wildlife
- 2014 : Midway

### Producteur
- 2010 : Long Story Short
- 2011 : Happy Place
- 2011 : Elliott
- 2012 : Dreamworld
- 2012 : Peter at the End
- 2012 : Tomorrow
- 2013 : The Caper Kind/Swiss Mistake
- 2014 : The Perfect 46
- 2014 : Wildlife
- 2014 : Midway